# Prix Leroy P. Steele
Les prix Leroy P. Steele sont décernés chaque année par l'American Mathematical Society (AMS), afin de récompenser des recherches ou articles parus dans des revues scientifiques, entrant dans le champ des mathématiques.
Fondés en 1970 à partir d'un legs de Leroy P. Steele, ils sont attribués en l'honneur de George David Birkhoff, William Fogg Osgood et William Caspar Graustein.
Depuis 1993, il existe trois prix différents, tous récompensant des recherches ou des écrits. Avoir la nationalité américaine n'est pas une condition sine qua non pour être éligible au prix ; en revanche, il est nécessaire que le futur lauréat soit en activité aux États-Unis et écrive en anglais, ou à défaut, que ses écrits aient été traduits dans cette langue.
Chaque lauréat d'un prix Leroy P. Steele reçoit 5 000 dollars US.

## Lauréats pour l'«ensemble d'une carrière»
- 2024 : Haïm Brezis[1]
- 2023 : Nicholas M. Katz[2]
- 2022 : Richard Peter Stanley
- 2021 : Spencer Bloch
- 2020 : Karen Uhlenbeck
- 2019 : Jeff Cheeger[3]
- 2018 : Jean Bourgain
- 2017 : James Arthur[4]
- 2016 : Barry Simon
- 2015 : Victor Kac
- 2014 : Phillip Griffiths
- 2013 : Iakov Sinaï
- 2012 : Ivo Babuška
- 2011 : John Milnor
- 2010 : William Fulton
- 2009 : Luis Caffarelli
- 2008 : George Lusztig
- 2007 : Henry McKean
- 2006 : Frederick Gehring et Dennis Sullivan
- 2005 : Israel Gelfand
- 2004 : Cathleen Synge Morawetz
- 2003 : Ronald Graham et Victor Guillemin
- 2002 : Michael Artin et Elias Stein
- 2001 : Harry Kesten
- 2000 : Isadore Singer
- 1999 : Richard Kadison
- 1998 : Nathan Jacobson
- 1997 : Ralph S. Phillips
- 1996 : Goro Shimura
- 1995 : John Tate
- 1994 : Louis Nirenberg
- 1993 : Eugene Dynkin

## Lauréats pour la «vulgarisation mathématique»
- 2024 : Benson Farb et Dan Margalit  pour leur livre A Primer on Mapping Class Groups (Princeton Mathematical Series) [5]
- 2023 : Lawrence C. Evans, pour son livre Partial Differential Equations.
- 2022 : Aise Johan de Jong, pour avoir créé et maintenu le Stacks Project.
- 2021 : Noga Alon et Joel Spencer, pour leur livre The Probabilistic Method (Wiley & Sons, 1992).
- 2020 : Martin Bridson et André Haefliger pour leur livre Metric Spaces of Non-positive Curvature, publié par Springer-Verlag en 1999.
- 2019 : Philippe Flajolet (à titre posthume) et Robert Sedgewick[6] pour leur livre Analytic Combinatorics.
- 2018 : Martin Aigner et Günter M. Ziegler[7]
- 2017 : Dusa McDuff et Dietmar Arno Salamon[8]
- 2016 : David Cox, John B. Little et Donal O'Shea[9]
- 2015 : Robert Lazarsfeld
- 2014 : Youri Burago, Dmitri Burago, et Sergueï Ivanov
- 2013 : John Guckenheimer et Philip Holmes
- 2012 : Michael Aschbacher, Richard Lyons (mathématicien), Stephen D. Smith et Ronald Solomon
- 2011 : Henryk Iwaniec
- 2010 : David Eisenbud
- 2009 : Ian G. Macdonald
- 2008 : Neil Trudinger
- 2007 : David Mumford
- 2006 : Lars Hörmander
- 2005 : Branko Grünbaum
- 2004 : John Milnor
- 2003 : John Garnett
- 2002 : Yitzhak Katznelson
- 2001 : Richard Peter Stanley
- 2000 : John Horton Conway
- 1999 : Serge Lang
- 1998 : Joseph Silverman
- 1997 : Anthony W. Knapp
- 1996 : Bruce Berndt et William Fulton
- 1995 : Jean-Pierre Serre
- 1994 : Ingrid Daubechies
- 1993 : Walter Rudin

## Lauréats pour une «contribution majeure dans la recherche»
- 2024 : József Balogh, Robert Morris et Wojciech Samotij pour leur article «Independent sets in hypergraphs,» publié en 2015 dans le Journal of the American Mathematical Society et David Saxton et Andrew Thomason pour leur article «Hypergraph Containers,» publié en 2015 dans Inventiones Mathematicae[10].

- 2023 : Peter Kronheimer (Université Harvard) et Tomasz Mrowka (Massachusetts Institute of Technology), pour leur article "Gauge theory for embedded surfaces, I" (publié en 1993 dans Topology 32, pp 773–826)[11].
- 2022 : Michel Goemans et David P. Williamson, pour leur article "Improved Approximation Algorithms for Maximum Cut and Satisfiability Problems Using Semidefinite Programming," (publié en 1995 dans le Journal of the ACM).
- 2021 : Murray Gerstenhaber, pour deux articles : “The cohomology structure of an associative ring,” Ann. Math. 78 (1963), 267-288 et “On the deformation of rings and algebras,” Ann. Math. 79 (1964), 59-103.
- 2020 : Craig Tracy et Harold Widom pour leur article "Level-spacing distributions and the Airy kernel," (publié en 1994 dans Communications in Mathematical Physics).
- 2019 : Haruzo Hida[12]
- 2018 : Sergueï Fomine et Andrei Zelevinsky
- 2017 : Leon Simon
- 2016 : Andrew Majda
- 2015 : Rostislav Grigorchuk
- 2014 : Luis Caffarelli, Robert Kohn et Louis Nirenberg
- 2013 : Saharon Shelah
- 2012 : William Thurston
- 2011 : Ingrid Daubechies
- 2010 : Robert Griess
- 2009 : Richard S. Hamilton
- 2008 : Endre Szemerédi
- 2007 : Karen Uhlenbeck
- 2006 : Clifford Gardner, John M. Greene, Martin Kruskal et Robert M. Miura
- 2005 : Robert Langlands
- 2004 : Lawrence C. Evans et Nicolai Krylov
- 2003 : Ronald Jensen et Michael Morley
- 2001 : Leslie Greengard et Vladimir Rokhline
- 2002 : Mark Goresky et Robert MacPherson
- 2000 : Barry Mazur
- 1999 : Michael G. Crandall et John Forbes Nash
- 1998 : Herbert Wilf et Doron Zeilberger
- 1997 : Mikhaïl Gromov
- 1996 : Daniel Stroock et S. R. Srinivasa Varadhan
- 1995 : Edward Nelson
- 1994 : Louis de Branges de Bourcia
- 1993 : George Mostow

## Lauréats du prix antérieur à 1993
Pas de prix en 1973, 1974, 1976, 1977, 1978.
- 1992 Jacques Dixmier
- 1992 James Glimm
- 1992 Peter Lax
- 1991 Jean-François Treves
- 1991 Eugenio Calabi
- 1991 Armand Borel
- 1990 Robert Richtmyer
- 1990 Bertram Kostant
- 1990 Raoul Bott
- 1989 Daniel Gorenstein
- 1989 Alberto Calderón
- 1989 Irving Kaplansky
- 1988 Sigurður Helgason
- 1988 Gian-Carlo Rota
- 1988 Deane Montgomery
- 1987 Martin Gardner
- 1987 Herbert Federer et Wendell Fleming
- 1987 Samuel Eilenberg
- 1986 Donald E. Knuth
- 1986 Rudolf Kalman
- 1986 Saunders Mac Lane
- 1985 Michael Spivak
- 1985 Robert Steinberg
- 1985 Hassler Whitney
- 1984 Elias M. Stein
- 1984 Lennart Carleson
- 1984 Joseph Leo Doob
- 1983 Paul R. Halmos
- 1983 Stephen Cole Kleene
- 1983 Shiing-Shen Chern
- 1982 Lars Ahlfors
- 1982 Tsit Yuen Lam
- 1982 John W. Milnor
- 1982 Fritz John
- 1981 Oscar Zariski
- 1981 Eberhard Hopf
- 1981 Nelson Dunford et Jacob T. Schwartz
- 1980 André Weil
- 1980 Harold Edwards
- 1980 Gerhard Hochschild
- 1979 Antoni Zygmund
- 1979 Robin Hartshorne
- 1979 Joseph J. Kohn
- 1979 Salomon Bochner
- 1979 Hans Lewy
- 1975 George Mackey
- 1975 H. Blaine Lawson
- 1975 Lipman Bers
- 1975 Martin Davis
- 1975 Joseph L. Taylor
- 1972 Edward B. Curtis
- 1972 William J. Ellison
- 1972 Lawrence Payne
- 1972 Dana S. Scott
- 1971 James Carrell
- 1971 Jean Dieudonné
- 1971 Phillip Griffiths
- 1970 Solomon Lefschetz